# La Patagonia rebelde
La Patagonia rebelde es una película argentina dramática-histórica de acción de 1974 dirigida por Héctor Olivera. Protagonizada por Héctor Alterio, Federico Luppi, Pepe Soriano y Luis Brandoni. Coprotagonizada por Pedro Aleandro, José María Gutiérrez, Alfredo Iglesias, Carlos Muñoz, Eduardo Muñoz, Héctor Pellegrini, Jorge Rivera López y Jorge Villalba. También, contó con la actuación especial de Osvaldo Terranova. Fue escrita por Olivera, Fernando Ayala y Osvaldo Bayer, basada en el libro de Bayer Los vengadores de la Patagonia trágica, que relata los hechos de la denominada Patagonia rebelde de 1921.
El proceso de aprobación de la película demoró varios meses, y la calificación sobre la edad mínima para verla —requisito necesario para su exhibición— fue firmada por el presidente Juan D. Perón el 13 de junio de 1974. Luego de la muerte del presidente fue prohibida el 12 de octubre del mismo año por el gobierno de Isabel Perón. Poco después y debido a la situación política del país la mayoría del elenco y realizadores debieron marchar al exilio. Luego del Golpe de Estado en 1976, el gobernador peronista de Santa Cruz, Jorge Cepernic, fue encarcelado seis años por la última dictadura militar de Argentina (1976-1983), como un castigo por haber permitido la filmación de la película en esa provincia.
En Argentina La Patagonia rebelde pudo volver a ser exhibida a partir de 1984, un año después de la recuperación de la democracia. La película ganó el Oso de Plata en el Festival Internacional de Cine de Berlín de 1974.
Fue reconocida como la segunda mejor película del cine argentino de todos los tiempos en la encuesta realizada por el Museo del Cine Pablo Ducrós Hicken en 1984, mientras que ocupó el tercer puesto en la edición de 2000. En una nueva versión de la encuesta organizada en 2022 por las revistas especializadas La vida útil, Taipei y La tierra quema, presentada en el Festival Internacional de Cine de Mar del Plata, la película alcanzó el puesto 25.

## Contexto histórico
La película recrea el fusilamiento de los obreros del campo patagónico en 1921-22 a manos del Ejército Argentino enviado por el entonces presidente constitucional Hipólito Yrigoyen.

## Sinopsis
La historia se abre en Buenos Aires, en enero de 1923 y durante la presidencia de Marcelo T. de Alvear, con el asesinato del Comandante Zavala a manos de un hombre de nombre desconocido. A partir de entonces se produce un racconto de lo acontecido antes del suceso, mediante el cual se desarrolla la historia, comprendida en un período estimado entre 1920 y 1923.
Ante la injusta situación económica reinante, las sociedades obreras de Puerto Santa Cruz y Río Gallegos, afiliadas a la Federación Obrera Regional Argentina (FORA) comunista, la cual es dominada así por los anarcosindicalistas, para distinguirla de la "FORA del 9.º Congreso", y los sindicalistas revolucionarios, deciden impulsar una campaña de sindicalización de peones, esquiladores y otros asalariados de la Patagonia argentina. La respuesta de los estancieros y terratenientes es extremadamente dura, con despidos, violencia y amenazas. La simple elaboración de petitorios por parte de los peones da lugar a represalias. Lo sucedido conduce a la intensificación del conflicto, lo cual a su vez desemboca en la rebelión de los trabajadores hacia los patrones rurales y las instituciones.
El gobierno de Hipólito Yrigoyen intenta negociar al principio, enviando para este fin al teniente coronel Zavala, quien busca la concordia entre las partes. Esta es lograda por un breve tiempo, gracias a la creación de un nuevo Estatuto del Peón Rural. Pero cuando el conflicto recrudece luego de una conspiración llevada a cabo por el gobierno provincial y la elite estanciera, el gobierno nacional es instigado a enviar por segunda vez a Zavala, quien regresa a la Patagonia con una mayor dotación de militares y un objetivo distinto: aniquilar a sangre y fuego a la rebelión.

## Reparto
| Actor                                    | Papel                        | Basado en                        |
| ---------------------------------------- | ---------------------------- | -------------------------------- |
| Héctor Alterio (1929-)                   | Teniente coronel Zavala      | Tte. Cnel. Héctor Benigno Varela |
| Luis Brandoni (1940-)                    | Antonio Soto                 | Antonio Soto                     |
| Federico Luppi (1936-2017)               | José Font, Facón Grande      | José Font                        |
| Pepe Soriano (1929-2023)                 | Schultz, el Alemán           | Pablo Schulz y Franz Lorenz      |
| Pedro Aleandro (1910-1985)               | Félix Novas                  |                                  |
| Osvaldo Terranova (1924-1984)            | Outerello                    |                                  |
| Franklin Caicedo (1928-2013)             | Farina, el Chileno           |                                  |
| Fernando Iglesias “Tacholas” (1909-1991) | Graña, el Español            |                                  |
| Jorge Villalba (1927-2001)               | Florentino Cuello, el Gaucho |                                  |
| José María Gutiérrez (1921-2003)         | Gobernador Méndez Garzón     | Edelmiro Correa Falcón           |
| Alfredo Iglesias (1927-2001)             | Ministro Gómez               |                                  |
| Maurice Jouvet (1923-1999)               | Don Federico                 |                                  |
| Claudio Lucero                           | Comisario Micheri            |                                  |
| Carlos Muñoz (1924-1992)                 | Don Bernardo                 |                                  |
| Eduardo Muñoz                            | Carballeira, dueño del hotel |                                  |
| Héctor Pellegrini (1931-1999)            | Capitán Arzeno               |                                  |
| Jorge Rivera López (1934-)               | Edward Mathews               |                                  |
| Walter Santa Ana (1932-2012)             | Dueño del hotel              |                                  |
| Emilio Vidal (1918-1994)                 | Cocinero echado              |                                  |
| Max Berliner (1919-2019)                 | Danielewski                  |                                  |
| Horacio Dener (1938-2011)                | Obrero                       |                                  |
| Coco Fossati                             |                              |                                  |
| Carlos Lasarte (1947-)                   |                              |                                  |
| Mario Luciani (1939-1987)                |                              |                                  |
| Walter Soubrié (1925-2002)               |                              |                                  |
| Ernesto Nogués                           |                              |                                  |
| Hernan Shocron                           | Extra                        |                                  |
| Alfredo Suárez                           |                              |                                  |
| Néstor Kirchner (1950-2010)              | Extra                        |                                  |

## Producción
Héctor Olivera afirma que tuvo la idea de hacer una película sobre el tema en 1959, al leer un libro de David Viñas llamado Los dueños de la tierra. Se filmó durante el breve período de la Primavera Camporista en 1973, a un costo de 300 millones de pesos viejos. Es la sexta película en la filmografía de Olivera, y una de las que forman parte del boom cinematográfico argentino de la década del '70.
La película es un registro histórico en sí mismo, dado que fue rodada tan solo cuatro años antes de la clausura del Ferrocarril Patagónico. En muchas de sus escenas, a pesar de recrear la década de 1930, aparece gran parte de la infraestructura con la que contaba la mencionada línea férrea, la cual nunca recibió grandes inversiones; se pueden ver, por ejemplo, las estaciones de Deseado, Jaramillo y Tehuelches (hoy destruida), así como el coche Reservado N.º 502 y el coche de pasajeros N.º 111.

### Actuación de Néstor Kirchner
A partir de 2003 se difundió la versión de que Néstor Kirchner había actuado como extra en la película. La mayoría de sus biógrafos y Cristina Fernández de Kirchner no han mencionado el hecho; ni se incluyeron imágenes de Kirchner actuando en la película en el documental póstumo Néstor Kirchner, la película; tampoco hay referencia al hecho en la sala dedicada al expresidente en el Centro Cultural Néstor Kirchner.
Cuando se estaba realizando la campaña en vista de las elecciones presidenciales de 2003, comenzó a circular la información de que Néstor Kirchner había trabajado de extra en La Patagonia rebelde. Una de las primeras menciones de esta información la realizó Osvaldo Bayer, guionista de la película, el 27 de febrero de 2003, en el programa de radio "Los secretos de la vida", conducido por Teté Coustarot en Radio del Plata:

Durante la filmación de La Patagonia rebelde le pedí al gobernador un grupo de gente para que hiciera de extra en el film. Curiosamente, uno de los que trabajó, interpretando a un obrero huelguista, fue Néstor Kirchner, que ya pertenecía a la Juventud Peronista. Lo que no recuerdo era si enarbolaba una bandera roja en algún momento del film.
Osvaldo Bayer

Bayer precisó en esa declaración que Kirchner había trabajado como extra, interpretando a un obrero huelguista, y que su contacto con la película fue consecuencia de su militancia en la Juventud Peronista, convocada por el gobernador de Santa Cruz Jorge Cepernic, a pedido de Bayer, para aportar jóvenes que se desempeñaran como extras en las diferentes escenas filmadas en esa provincia, donde se filmaron los exteriores en 1973. Bayer no volvió a realizar ningún comentario sobre la participación de Néstor Kirchner en la película. 
El 11 de junio de 2004, en ocasión de la proyección de La Patagonia rebelde en la Casa Rosada el entonces presidente Néstor Kirchner hizo un breve chiste al anunciarla, sugiriendo que él había trabajado como extra en la misma, pero no le habían pagado:

La verdad, quién hubiera dicho en aquel verano del ’73 que nos íbamos a encontrar acá, en el Salón Blanco de la Casa Rosada, a pesar de que todavía quiero cobrar lo que me correspondía. (Risas y aplausos).
Néstor Kirchner

Al morir Néstor Kirchner el 27 de octubre de 2010, Héctor Olivera se encontraba en España, presentando su película El mural en la Semana Internacional de Cine de Valladolid (Seminci). Durante la conferencia de prensa realizada luego de la exhibición del filme, Olivera expresó su pesar ante la muerte del expresidente, diciendo: «Fue mi mejor extra». Al difundir la misma noticia, el sitio web del canal de noticias TN, del grupo Clarín, encabezó la nota con una fotografía de una escena de la película, en la que aparece un primer plano de Luis Brandoni y un obrero huelguista de gorra gris, cantando el himno anarquista, dando a entender que era Néstor Kirchner. La foto difundida por TN corresponde a una escena de interiores, filmada en 1974 en Buenos Aires, con extras profesionales sin la participación de la Juventud Peronista, circunstancia que difiere de la información aportada por Bayer, que afirmó que Kirchner había actuado en Santa Cruz, donde se realizaron los exteriores en 1973 y los extras fueron aportados por la Juventud Peronista. En 1973 Néstor Kirchner estaba radicado en La Plata, donde se encontraba realizando sus estudios universitarios.
En 2011 Héctor Olivera volvió a referirse al hecho, explicando que no recordaba que Kirchner hubiera trabajado en la película, pero aclaró que el último figura acreditado en los archivos de Aries Cinematográfica Argentina:

Don Héctor, ¿cuánto hay de cierto en aquello de que Néstor Kirchner fue extra suyo en La Patagonia Rebelde?

 Le cuento una anécdota. La Patagonia Rebelde fue la primera película nacional que se exhibió en el Salón Blanco de la Casa Rosada, en tiempos de la Presidencia de Kirchner. Cuando el Presidente llegó (terminada la proyección) luego de estrecharme en un abrazo, dijo que él había sido extra en la película. Ahora, ¿cómo voy a asegurarlo si han pasado miles y miles de extras en mis películas, cómo me voy a acordar de uno? El hecho es que en un momento, en ese acto, él públicamente dijo algo más: se quejó diciéndome que no le habíamos pagado, que le debíamos el cachet (risas). En una entrevista anterior había dicho: “y yo que he hecho cine con Héctor Olivera, que todavía no me pagó”. Yo le contesté: “señor Presidente, cuando Ud. dijo eso en una entrevista reciente me sorprendí mucho. Averigüé y en los archivos de Aries figura que no se le pagó porque usted nunca devolvió la bandera roja, que debe tener ahí en su despacho”. (Risas). Se mató de risa y aunque salí del paso, fue un momento difícil. Kirchner tenía un humor jodido, irónico, hiriente. Era una característica de él, además reconocida en reportajes que he leído.
Héctor Olivera

El escritor y filósofo José Pablo Feinmann, en un especial para Página/12 del 2009, analiza la película y transcribe un mail de Olivera con detalles sobre la filmación, donde el mensaje que Olivera escribe a Feinmann vuelve a confirmar que Kirchner fue un extra. Una de las anécdotas sobre la filmación desarrolla al respecto lo siguiente:

Durante la filmación había un flaco alto. Sobresalía por sobre los demás. Todos, en esa escena, tenían que mirar a (Luis) Brandoni. Olivera detecta que el flaco mira para el otro lado. «¡Eh, usted, el flaco alto!», dice el director con su megáfono. «¿Sí?», dice el extra. «Dije que lo tienen que mirar a Brandoni». El flaco dice: «Lo estoy mirando a Brandoni». Era Néstor Kirchner.
José Pablo Feinmann

En 2021 Olivera afirmó –contradiciendo sus anteriores declaraciones– que Kirchner no trabajó en el filme y que la escena con el título de “Néstor Kichner en La patagonia rebelde” (la cual se encuentra en un sitio web supuestamente kirchnerista y muestra una reunión de los personajes sindicalistas) se realizó en un decorado construido en los estudios Baires y no en Santa Cruz como se suponía; reiterando que en la película "jamás estuvo Kirchner".

### Final planeado
El historiador, periodista y escritor Osvaldo Bayer, autor del libro en el que se basa la película, Los vengadores de la Patagonia trágica, contó en 2011 que el final original del guion de La Patagonia rebelde ―en el que colaboró junto a Ayala y Olivera― era diferente al que se realizó para el estreno del filme, el cual, por presiones del Ejército Argentino, tuvo que ser descartado y cambiado por la famosa escena de la fiesta de agradecimiento al teniente general Zavala; el final original planeado por Bayer y Olivera iba a retratar el episodio popularmente conocido como Rebelión de las Putas de San Julián:

La otra decepción es el verdadero final para La Patagonia rebelde. Héctor Olivera respetó el libro, cada escena está basada en testimonios y una documentación científicamente histórica, lo digo así para que se entienda. En el rodaje, recibimos la visita del Ejército, nos informaron que si se mantenía el final del guion, el estreno se suspendía. ¿Cuál era? Tras los fusilamientos a los pobladores, y según consta en los archivos policiales, el 17 de febrero de 1922 los soldados fueron al prostíbulo La Catalana de San Julián en Santa Cruz. Las cinco mujeres de aquella casa de citas se negaron a tener trato con los militares, les gritaron en la cara que eran unos asesinos. ¿Que unas prostitutas se negaran al uniforme de la patria? Ellos no lo iban a aceptar. Me enojé y quise abandonar, aunque se me ocurrió terminar con la fiesta donde los estancieros británicos agradecen al teniente coronel Héctor Benigno Varela el “haber cumplido con su deber”. Con ese final irónico se aplaudía en el cine. Pero hay que imaginarse lo que hubiese sido la sala con el otro. La gente hubiese vivado por esas pobres mujeres: Consuelo García, Angela Fortunato, Amalia Rodríguez, María Juliache y Maud Foster.
Osvaldo Bayer

## Estreno
La película tuvo varias vicisitudes, y trajo persecución y exilio para su director (Héctor Olivera) y para su guionista Osvaldo Bayer. La película pudo darse por permiso de Perón el 14 de junio de 1974. Después de la muerte de Perón, fue censurada por el Gobierno de Isabel Perón. Se mantuvo censurada durante la dictadura de Videla, y pudo ser exhibida recién con la recuperación de la democracia, en 1983.